# هاميش فولتون
هاميش فولتون (بالإنجليزية: Hamish Fulton)‏ هو مصور بريطاني، ولد في 21 يوليو 1946 في لندن في المملكة المتحدة.